# Marpesia merops
Espèce
Marpesia merops est une espèce d'insectes lépidoptères de la famille des Nymphalidae, de la sous-famille  des Limenitidinae et du genre Marpesia.

## Dénomination
Marpesia merops a été décrit par Louis Michel François Doyère en 1840, sous le nom initial de Tymetes merops.

### Noms vernaculaires
Marpesia merops se nomme Spot-banded Daggerwing en anglais.

## Description
Marpesia merops est un papillon qui possède à chaque aile postérieure une très grande queue proche d'une tache orange anale.
Le dessus est beige avec aux ailes antérieures une partie distale marron ornée de rangées irrégulières de taches blanches, complète pour la plus proche de la marge, n'allant pas jusqu'au bord interne pour les autres. Les ailes postérieures sont beige avec une double fine ligne soulignant la marge et le bord des queues, une tache anale orange et entre elle et la queue, trois ocelles centrés de noir
Le revers est blanc nacré orné de lignes ocre.

## Biologie

### Plantes hôtes
Les plantes hôtes de sa chenille sont des Brosimum.

## Écologie et distribution
Il réside au Guatemala, au Honduras, au Costa Rica, à Panama,  en Colombie,  et en Bolivie,.

### Protection
Pas de statut de protection particulier.